# Чемпіонат Польщі з хокею 1974—1975
Чемпіонат Польщі з хокею 1975 — 40-ий чемпіонат Польщі з хокею, чемпіоном став клуб Подгале (Новий Тарг).

## Підсумкова таблиця
| М   | Команда               | І  | В  | Н | П  | Ш       | О  |
| --- | --------------------- | -- | -- | - | -- | ------- | -- |
| 1.  | Подгале (Новий Тарг)  | 36 | 27 | 2 | 7  | 250:120 | 56 |
| 2.  | Баїлдон (Катовіце)    | 36 | 26 | 2 | 8  | 191:116 | 54 |
| 3.  | ГКС Катовіце          | 36 | 23 | 5 | 8  | 158:98  | 51 |
| 4.  | Напшуд Янув           | 36 | 22 | 4 | 10 | 163:99  | 48 |
| 5.  | Полонія (Бидгощ)      | 36 | 18 | 4 | 14 | 151:156 | 40 |
| 6.  | ЛКС (Лодзь)           | 36 | 11 | 9 | 16 | 85:124  | 31 |
| 7.  | Легія Варшава         | 36 | 10 | 6 | 20 | 150:203 | 26 |
| 8.  | Заглембе Сосновець    | 36 | 10 | 5 | 21 | 103:150 | 25 |
| 9.  | «Поморжанін» (Торунь) | 36 | 10 | 4 | 22 | 116:151 | 24 |
| 10. | Унія (Освенцім)       | 36 | 2  | 1 | 33 | 91:241  | 5  |

Скорочення: М = підсумкове місце, І = ігри, В = перемоги, Н = нічиї, П = поразки, Ш = закинуті та пропущені шайби, О = набрані очки

## Найкращий гравець
Найкращим гравцем журналом «Спорт» (пол. Sport) був визнаний Анджей Ткач з ГКС Катовіце.

## ІІ Ліга
Путівку до першої ліги здобули клуби: ГКС Тихи та КТХ Криниця.